# Charfan
Charfan (arab. خرفان) – wieś w Syrii, w muhafazie Aleppo, w dystrykcie Manbidż. W 2004 roku liczyła 1780 mieszkańców.